# Oakville-Nord—Burlington
Pour les articles homonymes, voir Oakville et Burlington.
Circonscription électorale fédérale du Canada
Oakville-Nord—Burlington ((en) Oakville North—Burlington) est une circonscription électorale fédérale en Ontario.

## Circonscription fédérale
Située au sud-ouest de Toronto, la circonscription consiste en une partie de la municipalité régionale de Halton, incluant une partie des villes de Burlington et d'Oakville.
Les circonscriptions limitrophes sont Oakville, Milton, Mississauga—Erin Mills et Burlington.  
À la suite du découpage de la carte électorale de 2022, la circonscription sera abolie dans trois nouvelles circonscriptions soit Burlington-Nord—Milton-Ouest, Oakville-Est et Oakville-Ouest.   

### Historique
| Législature                                                                | Années       | Député | Député     | Parti   |
| -------------------------------------------------------------------------- | ------------ | ------ | ---------- | ------- |
| Oakville-Nord—Burlington issue d'une partie de Halton avant 2015           |              |        |            |         |
| 42e                                                                        | 2015–2019    |        | Pam Damoff | Libéral |
| 43e                                                                        | 2019–2021    |        | Pam Damoff | Libéral |
| 44e                                                                        | 2021–présent |        | Pam Damoff | Libéral |
| dissoute dans Burlington-Nord—Milton-Ouest, Oakville-Est et Oakville-Ouest |              |        |            |         |

## Circonscription provinciale
Depuis les élections provinciales ontariennes du 4 octobre 2007, l'ensemble des circonscriptions provinciales et des circonscriptions fédérales sont identiques.
1. ↑  Élections Canada, « Résultats Élection fédérale canadienne de 2021 », sur https://enr.elections.ca/ElectoralDistricts.aspx?lang=f (consulté le 19 février 2022)
2. ↑  Élections Canada, « Résultats Élection fédérale canadienne de 2019 », sur enr.elections.ca (consulté le 3 novembre 2019).
3. ↑  Élections Canada, « Résultats Élection fédérale canadienne de 2015 », sur enr.elections.ca (consulté le 17 juillet 2023).